# Pumpbrunnen Friedberg (Bayern)

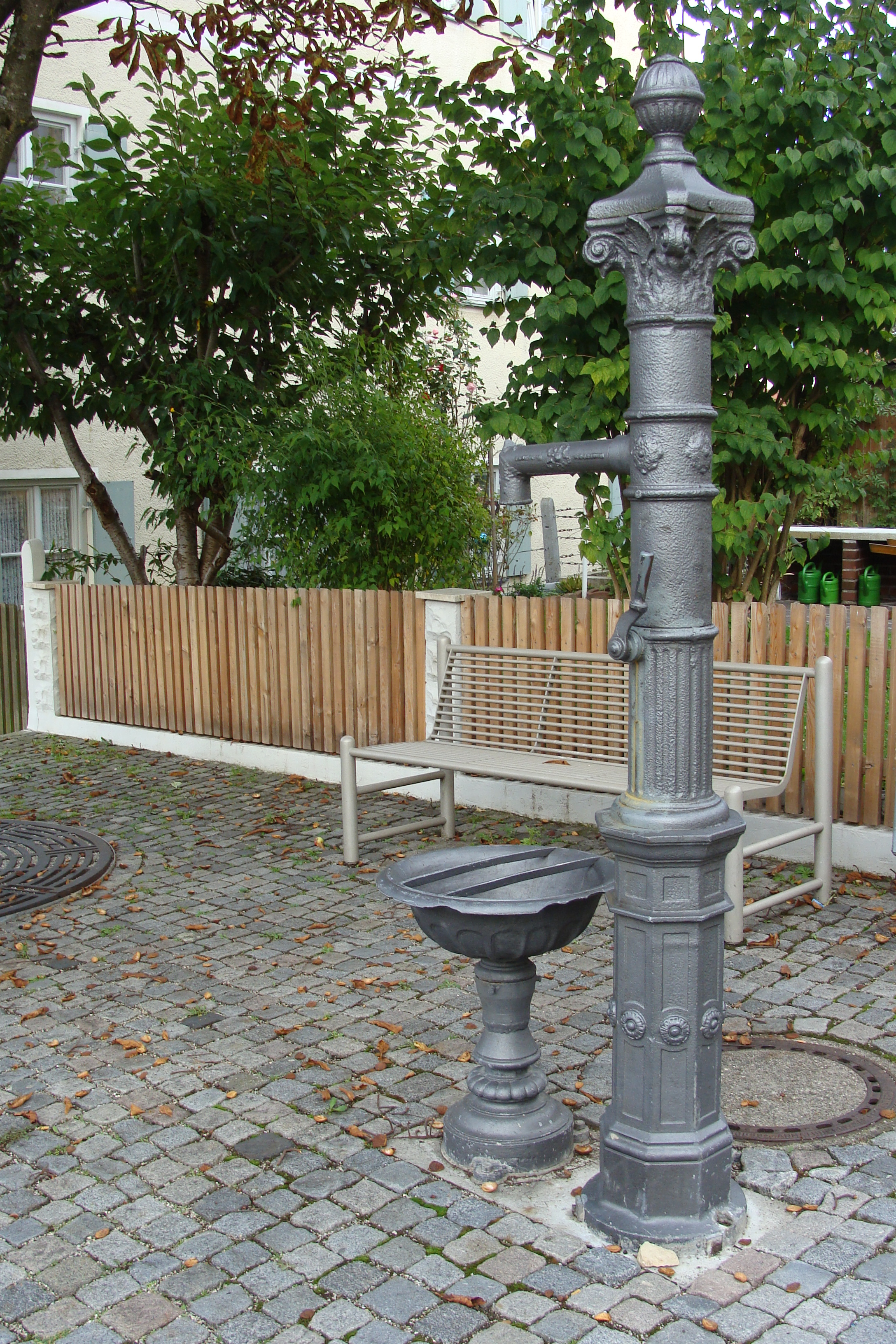
Pumpbrunnen in Friedberg

Der Pumpbrunnen in Friedberg, einer Stadt im schwäbischen Landkreis Aichach-Friedberg, wurde 1907 geschaffen. Der Pumpbrunnen in der Straße Tal, früher Im Thal bezeichnet, ist ein geschütztes Baudenkmal. 
Der Pumpbrunnen aus Gusseisen an der Einmündung zur Schmiedgasse besteht aus einer Säule, die mit einem korinthischen Kapitell und einem Knauf abschließt.